# Giacomo David
Giacomo David o Davide (Presezzo, 1750 – Bergamo, 1830) è stato un tenore italiano.

## Biografia
Padre dell'altrettanto famoso Giovanni e marito del soprano Paola Borelli (1750 ca.–post 1830), si sa pochissimo degli inizi della sua carriera. Avendo avuto tra i propri insegnanti, tra gli altri, Nicola Sala, egli si esibì comunque a partire dagli anni settanta nei principali teatri italiani, ed in particolar modo al San Carlo di Napoli, al Teatro San Benedetto e a La Fenice di Venezia, alla cui inaugurazione prese anzi parte personalmente interpretando il ruolo di Eraclide ne I giuochi d'Agrigento di Paisiello.
Nel 1791 egli si esibì per la prima volta a Londra, dove il suo cognome Davide fu anglicizzato in via definitiva in David, forma con la quale sarebbe passato alla storia, insieme al figlio. A Londra si esibì al King's Theatre in the Haymarket in uno dei suoi ruoli preferiti, il protagonista del Pirro di Paisiello, e partecipò, il 17 maggio, nelle Hannover Square Rooms, ad un concerto di beneficenza dove eseguì, tra l'altro, l'aria per tenore "Cara deh torna", composta appositamente per l'occasione da Haydn.
Alla Scala aveva esordito nel 1782 e ricomparve poi costantemente dopo la fine del secolo. Nel 1801 partecipò anche all'inaugurazione del Regio Teatro Nuovo di Trieste eseguendo, il 20 e 21 aprile, due prime rappresentazioni: l'Annibale in Capua di Salieri (Scipione) e la Ginevra di Scozia di Mayr (Polinesso).
Raramente all'estero, egli fu però particolarmente longevo, essendo la sua carriera perdurata, pare, fino al primo ventennio dell'Ottocento, con un repertorio basato su autori come, oltre ai citati Paisiello e Mayr, Bertoni, Cimarosa, Guglielmi, Sarti, Zingarelli ed in particolare Francesco Bianchi, nella cui produzione operistica ebbe spesso modo di lavorare insieme ai castrati Girolamo Crescentini e Gaspare Pacchierotti, ed al soprano Brigida Banti, che condividevano i suoi ideali e i suoi gusti musicali e canori.
Punto di riferimento di una vera e propria scuola tenoristica bergamasca, alla quale appartennero figure come Andrea Nozzari e il figlio Giovanni, suoi allievi e poi coppia aurea dell'operismo rossiniano, e come Eliodoro Bianchi, Domenico Donzelli, Giovanni Battista Rubini e Marco Bordogni, David morì, rimpianto, nella sua città, nel 1830.

## Caratteristiche artistiche
Giacomo David rappresenta il prototipo del tenore baritonale di fine settecento, dotato di notevole volume di voce, ma non privo di squillo sia pure eseguito in falsettone. La caratteristica che lo contraddistinse rispetto ai suoi contemporanei fu comunque la grande capacità virtuosistica che gli assicurò, in vita, una fama senza pari e che iniziò a porre le basi del mito del tenore quale si sarebbe poi affermato in epoca romantica. Anche i suoi ingaggi, del resto, aumentarono parallelamente: nel 1786, per la prima volta nella storia del Teatro Regio di Torino, il compenso corrisposto ad un tenore per la stagione di carnevale fu superiore a quello del castrato che fungeva da "primo uomo". 
Virtuosista acrobatico senza pari, egli però fu anche tra coloro (gli ultimi castrati, già citati, Girolamo Crescentini e Gaspare Pacchierotti, i tenori Matteo Babini  e Giovanni Ansani, le primedonne Brigida Banti, Luísa Todi de Agujar e Giuseppina Grassini) che si opposero alla deriva del belcanto nella seconda metà del Settecento, con la sua corsa incontrollata verso le vette assurde dei superacuti e la coloratura fine a sé stessa, e che cercarono invece di recuperare, come ha scritto Rodolfo Celletti, "la passione e il vigore" che avevano caratterizzato la stagione aurea del canto nel primo Settecento e che contribuirono quindi a porre le basi di quello che sarebbe stato, di lì a poco, "il gran finale rossiniano".

## Ruoli creati
L'elenco seguente potrebbe non essere esaustivo, ma è significativo della carriera di David.
| Ruolo               | titolo dell'opera                            | genere                                             | Autore                             | Teatro                                        | data prima esecuzione |
| ------------------- | -------------------------------------------- | -------------------------------------------------- | ---------------------------------- | --------------------------------------------- | --------------------- |
| Conte Ernesto       | L'incognita perseguitata                     | dramma giocoso                                     | Pasquale Anfossi                   | Regio Ducal Teatro di Milano                  | estate 1773           |
|                     | Zon-Zon principe di Kibin-kin-ka             | dramma giocoso                                     | Giuseppe Gazzaniga                 | Regio Ducal Teatro di Milano                  | autunno 1773          |
| Trasimede           | Merope                                       | dramma per musica (opera seria)                    | Pietro Alessandro Guglielmi        | Nuovo Teatro Regio di Torino                  | 26 dicembre 1774      |
| Idreno              | L'isola di Alcina ossia Alcina e Ruggiero    | dramma per musica (opera seria)                    | Felice Alessandri                  | Nuovo Teatro Regio di Torino                  | 26 gennaio 1775       |
| Artabano            | Artaserse                                    | dramma per musica (opera seria)                    | Giovanni Battista Borghi           | Teatro (Gallo) San Benedetto di Venezia       | 26 dicembre 1775      |
| Alceo               | Aristo e Temira (Temira e Aristo)            | cantata pastorale (dramma per musica)              | Ferdinando Bertoni                 | Teatro (Gallo) San Benedetto di Venezia       | 3 gennaio 1776        |
| Imeneo              | Orfeo ed Euridice                            | dramma per musica                                  | Ferdinando Bertoni                 | Teatro (Gallo) San Benedetto di Venezia       | 3 gennaio 1776        |
| Creonte             | Antigona                                     | dramma per musica (opera seria)                    | Michele Mortellari                 | Teatro (Gallo) San Benedetto di Venezia       | 11 maggio 1776        |
| Antigone            | Eumene                                       | dramma per musica (opera seria)                    | Giovanni Battista Borghi           | Teatro (Grimani) San Benedetto di Venezia     | 26 dicembre 1777      |
| Medonte             | Medonte, re di Epiro                         | dramma per musica (opera seria)                    | Giuseppe Radicchi                  | Teatro (Gallo) San Benedetto di Venezia       | 3 gennaio 1778        |
| Dario               | La disfatta di Dario                         | dramma per musica                                  | Tommaso Traetta                    | Teatro (Gallo) San Benedetto di Venezia       | Febbraio 1778         |
| Alessandro Magno    | L'Alessandro nelle Indie                     | dramma per musica (opera seria)                    | Luigi Marescalchi                  | Teatro (Gallo) San Benedetto di Venezia       | 27 maggio 1778        |
| Osroa               | Adriano in Siria                             | dramma per musica                                  | Giuseppe Sarti                     | Teatro della Torre Argentina di Roma          | 26 dicembre 1778      |
| Antigono            | Antigono                                     | dramma per musica                                  | Giuseppe Gazzaniga                 | Teatro della Torre Argentina di Roma          | 31 gennaio 1779       |
| Learco              | Erifile                                      | dramma per musica (opera seria)                    | Felice Alessandri                  | Teatro Nuovo di Padova                        | 12 giugno 1780        |
| Medonte             | Medonte                                      | dramma per musica (opera seria)                    | Josef Mysliveček                   | Teatro della Torre Argentina di Roma          | gennaio 1780          |
| Alessandro Magno    | Alessandro nelle Indie                       | dramma per musica (opera seria)                    | Domenico Cimarosa                  | Teatro della Torre Argentina di Roma          | 11 febbraio 1781      |
| Cajo Mario          | Il Cajo Mario                                | dramma per musica (opera seria)                    | Ferdinando Bertoni                 | Teatro (Gallo) San Benedetto di Venezia       | 24 maggio 1781        |
| Alessandro          | Alessandro e Timoteo                         | dramma per musica (opera seria)                    | Giuseppe Sarti                     | Teatrino di Corte di Parma                    | 6 aprile 1782         |
| Prisco              | La Circe                                     | dramma per musica (opera seria)                    | Domenico Cimarosa                  | Teatro alla Scala di Milano                   | 26 dicembre 1782      |
| Ataliba             | L'Idalide o sia La vergine del sole          | dramma per musica (opera seria)                    | Giuseppe Sarti                     | Teatro alla Scala di Milano                   | 8 gennaio 1783        |
| Medonte             | Medonte re d'Epiro                           | dramma per musica                                  | Gaetano Andreozzi "Jommellino"     | Teatro di Alessandria                         | Ottobre 1783          |
| Agamennone          | Briseide                                     | dramma per musica (opera seria)                    | Francesco Bianchi                  | Nuovo Teatro Regio di Torino                  | 27 dicembre 1783      |
| Ircano              | Amaionne                                     | dramma per musica (opera seria)                    | Bernardino Ottani                  | Nuovo Teatro Regio di Torino                  | 24 gennaio 1784       |
| Cajo Mario          | Cajo Mario                                   | dramma per musica (opera seria)                    | Francesco Bianchi                  | Real Teatro San Carlo di Napoli               | 30 maggio 1784        |
| Orgonte/Canopo      | Artenice                                     | dramma per musica (opera seria)                    | Giacomo Tritto                     | Real Teatro San Carlo di Napoli               | 13 agosto 1784        |
| Catone              | Catone in Utica                              | tragedia per musica                                | Francesco Antonelli Torre          | Real Teatro San Carlo di Napoli               | 4 novembre 1784       |
| Antigono            | Antigono                                     | dramma per musica (opera seria)                    | Giovanni Paisiello                 | Real Teatro San Carlo di Napoli               | 12 gennaio 1785       |
| Rodoaldo            | Ricimero                                     | dramma per musica (opera seria)                    | Nicola Antonio Zingarelli          | Teatro (Gallo) San Benedetto di Venezia       | 5 maggio 1785         |
| Agamennone          | Ifigenia in Aulide                           | dramma serio per musica                            | Angelo Tarchi                      | Teatro Nuovo di Padova                        | giugno 1785           |
| Learco              | Erifile                                      | dramma per musica (opera seria)                    | Carlo Monza                        | Nuovo Teatro Regio di Torino                  | 26 dicembre 1785      |
| Palmoro             | Idalide                                      | dramma per musica (opera seria)                    | Salvatore Rispoli                  | Nuovo Teatro Regio di Torino                  | 28 gennaio 1786       |
| Leotardo            | Olimpia                                      | dramma per musica (opera seria)                    | Alessio Prati                      | Real Teatro San Carlo di Napoli               | 6 giugno 1786         |
| Tito                | Giulio Sabino                                | dramma per musica (opera seria)                    | Giuseppe Sarti                     | Real Teatro San Carlo di Napoli               | 13 agosto 1786        |
| Mesenzio            | Mesenzio, re d'Etruria                       | dramma per musica (opera seria)                    | Francesco Bianchi                  | Real Teatro San Carlo di Napoli               | 4 novembre 1786       |
| Pirro               | Pirro                                        | dramma per musica (opera seria)                    | Giovanni Paisiello                 | Real Teatro San Carlo di Napoli               | 12 gennaio 1787       |
| Saulle              | Il trionfo di Davide                         | dramma sacro per musica                            | Salvadore Rispoli                  | Real Teatro del Fondo di Separazione          | 25 febbraio 1787      |
| Laocoonte           | Laconte (Laocoonte)                          | dramma per musica (opera seria)                    | Pietro Alessandro Guglielmi        | Real Teatro San Carlo di Napoli               | 30 maggio 1787        |
| Asdrubale           | Scipione Africano                            | dramma per musica (opera seria)                    | Francesco Bianchi                  | Real Teatro San Carlo di Napoli               | 13 agosto 1787        |
|                     | Giunone e Lucina                             | componimento drammatico (cantata) con balli e cori | Giovanni Paisiello                 | Real Teatro San Carlo di Napoli               | 8 settembre 1787      |
| Teseo               | Fedra                                        | dramma per musica (opera seria)                    | Giovanni Paisiello                 | Real Teatro San Carlo di Napoli               | 1º gennaio 1788       |
| Sisara              | Debora e Sisara                              | azione sacra per musica                            | Pietro Alessandro Guglielmi        | Real Teatro San Carlo di Napoli               | 13 febbraio 1788      |
| Don Giovanni        | La cosa rara                                 | dramma giocoso per musica (opera buffa)            | Vicente Martín y Soler             | Real Teatro San Carlo di Napoli               | 29 ottobre 1788       |
| Adrasto             | Il Rinaldo                                   | dramma per musica                                  | Pëtr Alekseevič Skokov             | Real Teatro San Carlo di Napoli               | 4 novembre 1788       |
| Catone              | Catone in Utica                              | dramma per musica (opera seria)                    | Giovanni Paisiello                 | Real Teatro San Carlo di Napoli               | 1º gennaio 1789       |
| Flavio Valente      | Ademira                                      | dramma per musica (opera seria)                    | Pietro Alessandro Guglielmi        | Real Teatro San Carlo di Napoli               | 30 maggio 1789        |
| Rodoaldo            | Ricimero                                     | opera seria                                        | Giacomo Siri                       | Real Teatro San Carlo di Napoli               | 13 agosto 1789        |
| Alessandro Magno    | Alessandro nell'Indie                        | dramma per musica (opera seria)                    | Pietro Alessandro Guglielmi        | Real Teatro San Carlo di Napoli               | 4 novembre 1789       |
| Dario               | La disfatta di Dario                         | dramma per musica (opera seria)                    | Giuseppe Giordani "Giordaniello"   | Real Teatro San Carlo di Napoli               | 13 agosto 1790        |
| Arsace              | La morte di Semiramide                       | tragedia in musica                                 | Giuseppe Prati                     | Teatro (Venier) San Benedetto di Venezia      | 16 novembre 1791      |
| Seleuco             | Seleuco, re di Siria                         | dramma per musica (opera seria)                    | Francesco Bianchi                  | Teatro (Venier) San Benedetto di Venezia      | 26 dicembre 1791      |
| Teseo               | Il sacrifizio di Creta ossia Arianna e Teseo | dramma giocoso per musica                          | Peter von Winter                   | Teatro (Venier) San Benedetto di Venezia      | 13 febbraio 1792      |
| Eraclide            | I giuochi di Agrigento                       | dramma per musica (1ª versione)                    | Giovanni Paisiello                 | Teatro alla Fenice di Venezia (inaugurazione) | 16 maggio 1792        |
| Atar                | Tarara o sia La virtù premiata               | dramma per musica (opera seria)                    | Francesco Bianchi                  | Teatro alla Fenice di Venezia                 | 26 dicembre 1792      |
| Alfonso IV          | Ines de Castro                               | dramma per musica                                  | Giuseppe Giordani "Giordaniello",  | Teatro alla Fenice di Venezia                 | 28 gennaio 1793       |
| Latino              | Il trionfo di Camilla                        | opera seria                                        | Pietro Alessandro Guglielmi        | Real Teatro San Carlo di Napoli               | 30 maggio 1795        |
| Radamisto           | Arsinoe                                      | dramma per musica (opera seria)                    | Gaetano Andreozzi "Jommellino"     | Real Teatro San Carlo di Napoli               | 13 agosto 1795        |
| Publio Orazio       | Gli Orazi e i Curiazi                        | azione tragica (opera seria)                       | Nicola Antonio Zingarelli          | Real Teatro San Carlo di Napoli               | 4 novembre 1795       |
| Ottaviano Augusto   | La morte di Cleopatra                        | tragedia per musica                                | Pietro Alessandro Guglielmi        | Real Teatro San Carlo di Napoli               | 22 giugno 1796        |
| Neleo               | Artemisia regina di Caria                    | dramma serio per musica                            | Domenico Cimarosa                  | Real Teatro San Carlo di Napoli               | 12 giugno 1797        |
|                     | Consalvo di Cordova                          | opera seria                                        | Giuseppe Maria Curcio (Curci)      | Real Teatro San Carlo di Napoli               | 13 agosto 1797        |
| Ulisse              | Andromaca                                    | dramma per musica                                  | Giovanni Paisiello                 | Real Teatro San Carlo di Napoli               | 4 novembre 1797       |
| Antigono            | Antigono                                     | dramma per musica                                  | Antonio De Santis                  | Real Teatro San Carlo di Napoli               | 12 gennaio 1798       |
| Gionata             | Gionata Maccabeo                             | oratorio (azione sacra)                            | Pietro Alessandro Guglielmi        | Real Teatro San Carlo di Napoli               | 28 febbraio 1798      |
| Don Rodrigo         | Ines de Castro                               | opera seria (1ª versione)                          | Nicola Antonio Zingarelli          | Teatro della Cannobiana di Milano             | 11 ottobre 1798       |
| Kaibar              | Idante ovvero I sagrifizj d'Ecate            | dramma per musica                                  | Marcos António da Fonseca Portugal | Teatro alla Scala di Milano                   | 14 febbraio 1800      |
| Scipione            | Annibale in Capua                            | dramma serio per musica                            | Antonio Salieri                    | Regio Teatro Nuovo di Trieste (inaugurazione) | 20 aprile 1801        |
| Polinesso           | Ginevra di Scozia                            | dramma eroico-serio per musica                     | Giovanni Simone Mayr               | Regio Teatro Nuovo di Trieste (inaugurazione) | 21 aprile 1801        |
| Tito Manlio         | I Manlii                                     | melodramma                                         | Giuseppe Nicolini                  | Teatro alla Scala di Milano                   | 26 dicembre 1801      |
| Antinoo             | I misteri èleusini                           | dramma per musica                                  | Giovanni Simone Mayr               | Teatro alla Scala di Milano                   | 6 gennaio 1802        |
| Polluce             | Castore e Polluce                            | melodramma serio                                   | Vincenzo Federici                  | Teatro alla Scala di Milano                   | Gennaio 1803          |
| Nerestano           | Zaira ossia Il trionfo della religione       | dramma tragico-serio per musica                    | Vincenzo Federici                  | Teatro Carcano di Milano (inaugurazione)      | 3 settembre 1803      |
| Ottone              | Adelasia e Aleramo                           | melodramma serio                                   | Giovanni Simone Mayr               | Teatro alla Scala di Milano                   | 26 dicembre 1806      |
| Ottavio             | Cleopatra                                    | melodramma eroico                                  | Joseph Weigl                       | Teatro alla Scala di Milano                   | 19 dicembre 1807      |
| Motezuma            | La conquista del Messico                     | melodramma eroico                                  | Ercole Paganini                    | Teatro alla Scala di Milano                   | 4 febbraio 1808       |
| Marco Albino        | I Gauri                                      | melodramma serio                                   | Carlo Mellara                      | Teatro alla Fenice di Venezia                 | 22 febbraio 1810      |
| Genio della Francia | Il pegno di pace                             | cantata a 3 voci                                   | Francesco Caffi                    | Teatro alla Fenice di Venezia                 | 11 marzo 1810         |
| Eacide              | Il salto di Leucade                          | opera seria                                        | Luigi Mosca                        | Real Teatro San Carlo di Napoli               | 15 gennaio 1812       |